# Coelotes robustus
Coelotes robustus är en spindelart som beskrevs av Wang et al. 1990. Coelotes robustus ingår i släktet Coelotes och familjen mörkerspindlar. Inga underarter finns listade i Catalogue of Life.